# Olmos (Uruguay)
Olmos ist eine Ortschaft in Uruguay.

## Geographie
Olmos befindet sich auf dem Gebiet des Departamento Canelones in dessen Sektor 27. Der Ort liegt nordöstlich von Pando, südöstlich von Jardines de Pando, westlich von Empalme Olmos und Piedra del Toro und nordwestlich von La Montañesa. Unweit Olmos' fließt im Westen zudem der Arroyo Pando.

## Einwohner
Die Einwohnerzahl von Olmos beträgt 662 (Stand 2011).
| Jahr | Einwohner |
| ---- | --------- |
| 1963 | 257       |
| 1975 | 520       |
| 1985 | 561       |
| 1996 | 598       |
| 2004 | 493       |
| 2011 | 662       |

Quelle: Instituto Nacional de Estadística de Uruguay